# John Oduke
John Oduke (* 15. Mai 1958 in Acholiland) ist ein ehemaliger ugandischer Tennisspieler.

## Leben
Oduke spielte zwischen 1997 und 1999 für die ugandische Davis-Cup-Mannschaft. In dieser Zeit bestritt er 13 Einzel sowie acht Doppelpartien. Uganda spielte in dieser Zeit in der Qualifikationsgruppe Euro/African IV gegen Mannschaften wie Liechtenstein, Madagaskar und Armenien. In seinem Spiel gegen den armenischen Topspieler Sargis Sargsian war Oduke ohne Chance.
Mittlerweile ist Oduke Teamchef der ugandischen Davis-Cup-Mannschaft.